# Paraliparis neelovi
Paraliparis neelovi és una espècie de peix pertanyent a la família dels lipàrids.

## Descripció
- Fa 27 cm de llargària màxima.[5][6]

## Hàbitat
És un peix marí i batidemersal que viu entre 1.070 i 2.000 m de fondària.

## Distribució geogràfica
Es troba a l'oceà Antàrtic: el sud de les illes Heard.

## Observacions
És inofensiu per als humans.